# 拉卡耶尔-圣伊莱尔
拉卡耶尔-圣伊莱尔（法語：La Caillère-Saint-Hilaire，法語發音：[la kajɛʁ sɛ̃.t‿ilɛʁ]）是法国卢瓦尔河地区大区旺代省的一个市镇，属于丰特奈勒孔特区。该市镇于1974年由原市镇拉卡耶尔（La Caillère）和圣伊莱尔迪布瓦（Saint-Hilaire-du-Bois）合并而成。

## 地理
拉卡耶尔-圣伊莱尔（46°37'7"N, 0°54'40"W）面积15.28 平方千米，位于法国卢瓦尔河地区大区旺代省，该省份为法国西部沿海省份，北起大西洋卢瓦尔省和曼恩-卢瓦尔省，西临大西洋，南至滨海夏朗德省，东部及东南部与德塞夫勒省接壤。
与拉卡耶尔-圣伊莱尔接壤的市镇（或旧市镇、城区）包括：巴佐日昂帕雷、拉若多尼耶尔、圣洛朗德拉萨勒、圣马丹拉尔-昂圣埃米娜、里沃迪富日赖。

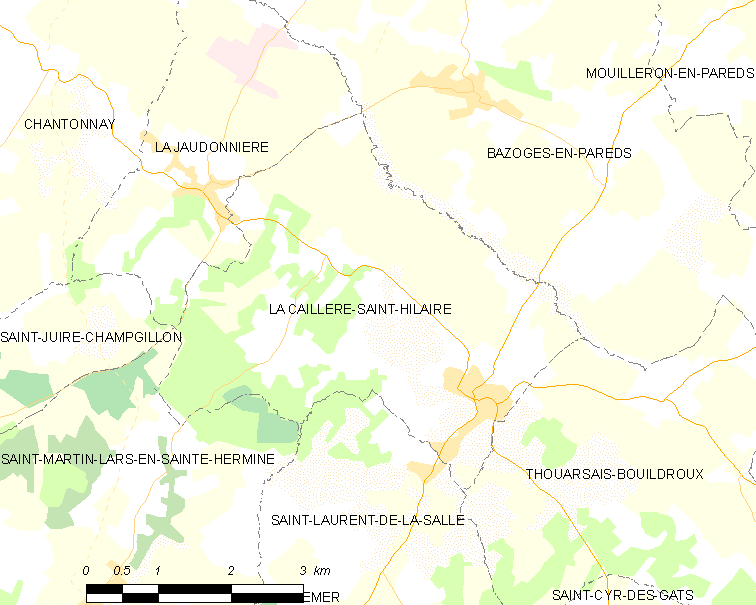
拉卡耶尔-圣伊莱尔的OSM定位图

拉卡耶尔-圣伊莱尔的时区为UTC+01:00、UTC+02:00（夏令时）。

## 行政
拉卡耶尔-圣伊莱尔的邮政编码为85410，INSEE市镇编码为85040。

## 政治
拉卡耶尔-圣伊莱尔所属的省级选区为拉沙泰涅赖县。

## 人口

1962-2008年间拉卡耶尔-圣伊莱尔人口变化图示

拉卡耶尔-圣伊莱尔于2022年1月1日时的人口数量为1100人。